# Il giudice e il commissario: La residenza
Il giudice e il commissario: La residenza (Femmes de loi: L'œil de Caïn) è un film per la televisione del 2003 diretto da Emmanuel Gust.
Di produzione francese, questo poliziesco costituisce il sesto episodio della seconda stagione della serie.

## Trama
Narra dell'indagine condotta da Élisabeth Brochène e il tenente Marie Balaguère sulla morte avvenuta in un edificio misterioso pieno di telecamere che sembra non abbiano ripreso nulla.